# Vasile Mârza
Vasile Mârza (n. 30 decembrie 1902, Șipote, România – d. 10 noiembrie 1995, Iași, România) a fost un medic, histolog și biolog român, profesor la Facultatea de Medicină din Iași, membru titular al Academiei Române din anul 1948. 
Vasile Mârza a fost membru al Partidului Comunist Român din 1925. El a fost ambasador la Bruxelles în perioada 1947 - 1948 și Ministrul Sănătății în perioada 1948 - 1952. Vasile Mârza a fost președintele Crucii Roșii din Republica Populară Română în perioada 1955 - 1956. 

## Lucrări publicate
- Histochimie du spermatozoide (1930)
- Histophysiologie de l'ovogenèse (1938);
- Embriotrofia (1954);
- Biomorfologia corticalei ovariene la mamifere (1972) - în colaborare;
- Morfogeneza vitelusului (1972) - în colaborare cu Maria E. Teodorescu

## Distincții
- Ordinul Muncii clasa a II-a (21 august 1954) „pentru merite deosebite pe tărîmul construcției de stat, economice, sociale și culturale, cu ocazia celei de a zecea aniversări a eliberării patriei noastre”[3]
- Ordinul „23 August” clasa a III-a (12 august 1959) „pentru merite deosebite în opera de construire a socialismului”[4]
- Medalia „40 de ani de la înființarea Partidului Comunist din Romînia” (6 mai 1961) „pentru activitate îndelungată în mișcarea muncitorească și merite în opera de construire a socialismului”[5]
- Ordinul „Steaua Republicii Populare Romîne” clasa I (7 ianuarie 1963) „pentru merite științifice și didactice, cu prilejul împlinirii a 60 de ani de la naștere”[6]
- Ordinul „Tudor Vladimirescu” clasa a II-a (30 aprilie 1966) „cu prilejul celei de-a 45-a aniversări de la înființarea Partidului Comunist din România, pentru îndelungată activitate în mișcarea muncitorească și merite deosebite în opera de construire a socialismului”[7]
- Ordinul „Meritul Științific” clasa I (26 septembrie 1966) „pentru merite deosebite în activitatea științifică, cu prilejul Centenarului Academiei Republicii Socialiste România”[8]
- Ordinul „Meritul Sanitar” clasa I (8 aprilie 1970) „pentru merite deosebite în domeniul ocrotirii sănătății populației din țara noastră”[9]
- titlul de Erou al Muncii Socialiste și medalia de aur „Secera și ciocanul” (4 mai 1971) „cu prilejul aniversării a 50 de ani de la constituirea Partidului Comunist Român, [...] pentru activitate îndelungată în mișcarea muncitorească și merite deosebite în opera de construire a socialismului în patria noastră”[10]
- Ordinul „Tudor Vladimirescu” clasa I (23 ianuarie 1978) „pentru activitate îndelungată în mișcarea muncitorească și contribuția adusă la înfăptuirea politicii partidului și statului de făurire a societății socialiste multilateral dezvoltate în patria noastră”[11]